# نص محصن

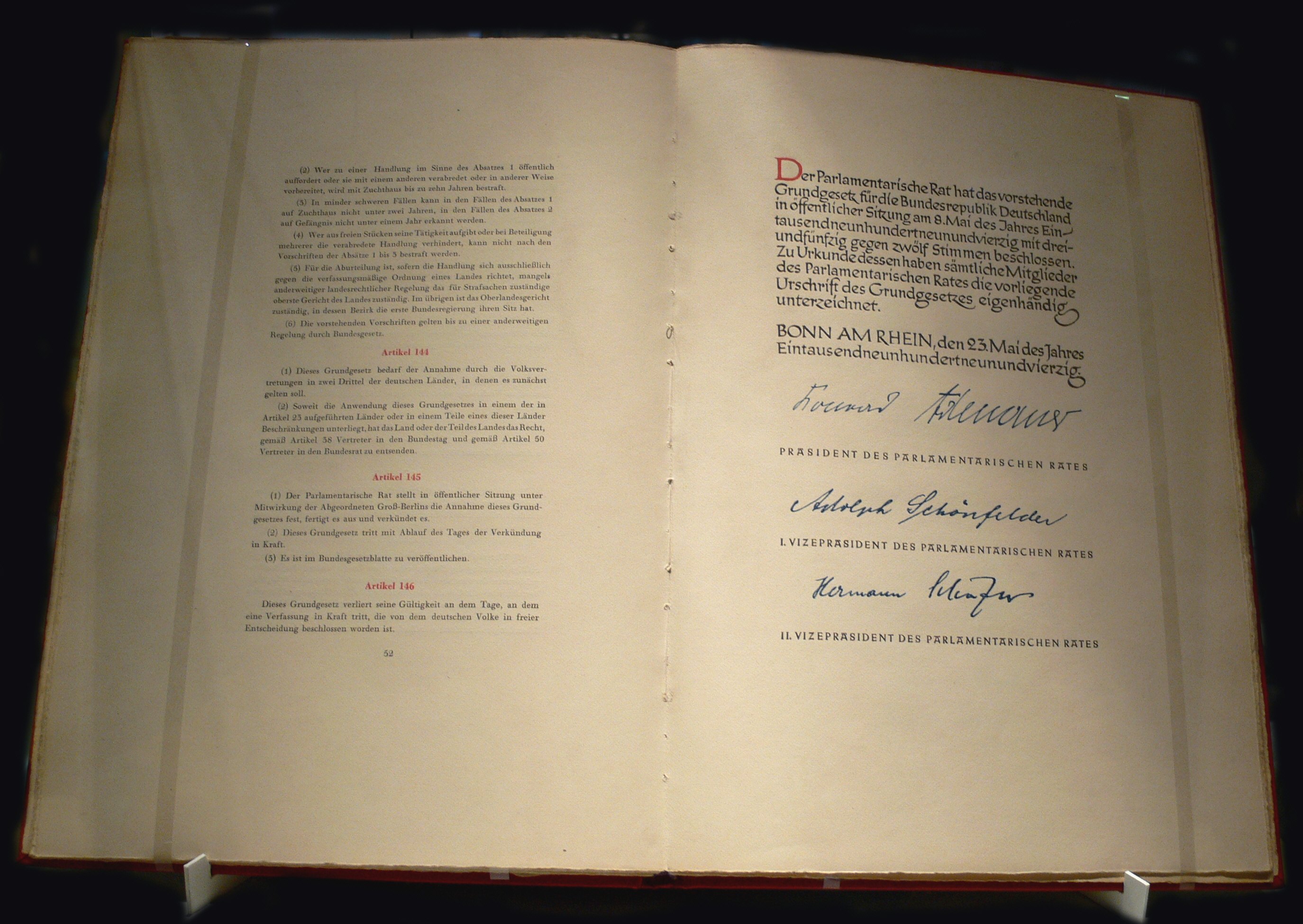
نسخة طبق الأصل من القانون الأساسي لعام 1949، كما استلمها كل عضو في المجلس البرلماني

النص المُحَصَّن أو المادة المحصنة في القانون الأساسي أو الدستور هو نص يجعل تمرير تعديلات بعينها أكثر صعوبة أو مستحيلا. تخطي نصا محصنا قد يتطلب التصويت وفق أغلبية خاصة أو استفتاء شعبي أو موافقة حزب الأقلية.
فور إقراره، يجعل النص المحصن المكتوب بعناية أجزاء من القانون الأساسي أو الدستور غير قابلة للتعديل بغير حق الثورة.
أي تعديل على القانون الأساسي أو الدستور لا يستوفي المتطلبات المفروضة من نص محصن صحيح سيؤدي إلى ما يسمى «نص دستوري لا دستوري»، وهذا يعني أن التعديل دستوري شكلا من حيث كونه جزءا من الدستور، إلا أنه غير دستوري من حيث الطريقة المتبعة للتعديل أو موضوع التعديل ذاته.
في بعض الحالات تكون النصوص المحصنة مبررة حيث أنها تحمي حقوق أقليات من خطر جور الأغلبية. في حالات أخرى يكون الهدف حماية التعديلات التي قد تمس المبادئ الأساسية القائم عليها القانون الأساسي أو الدستور. لكن كثيرا ما يراها معارضوها أنها غير ديموقراطية.

## البرازيل
النصوص المحصنة في دستور البرازيل موجودة في المادة 60، الفقرة الرابعة:
لا يجوز النظر في طلبات التعديل التي تهدف إلى إلغاء أي من:
1. الشكل الفيدرالي للدولة
2. الاقتراع الدوري، الشامل، السري والمباشر
3. الفصل بين قوى الحكومة
4. الحقوق الشخصية والضمانات

## البوسنة والهرسك
تنص المادة العاشرة من دستور البوسنة والهرسك، التي تحدد إجراءات التعديل، في الفقرة 2 على أن الحقوق والحريات المنصوص عليها في المادة الثانية من الدستور لا يجوز إلغاؤها أو تقليصها، وأن الفقرة 2 نفسها لا يمكن تغييرها.

## مصر
تنص المادة 226 من دستور مصر، والتي تحدد إجراءات التعديل، في فقرتها الأخيرة على أنه «في جميع الأحوال، لا يجوز تعديل النصوص المتعلقة بإعادة انتخاب رئيس الجمهورية، أو بمبادئ الحرية، أو المساواة، ما لم يكن التعديل متعلقًا بالمزيد من الضمانات.» 
فشلت تلك المادة في إيقاف تعديلات الدستور لعام 2019 التي غيرت النص «ولا يجوز إعادة انتخابه (الرئيس) إلا لمرة واحدة» إلى «ولا يجوز أن يتولى الرئاسة لأكثر من مدتين رئاسيتين متتاليتين.» وكذلك فشلت في منع استحداث مادة جديدة تستثني الرئيس عبد الفتاح السيسي من قيد المدتين المتتاليتين، والذي يُمَكِّنه من الترشح مجددا لفترة ثالثة.

## فرنسا
ينص الدستور الفرنسي في المادة 89 من الباب السادس عشر، بشأن التعديلات على الدستور، «لا يجوز أن يكون شكل الحكم الجمهوري موضوع أي تعديل» وبالتالي يمنع إعادة الملكية أو الإمبراطورية.

## ألمانيا
ينص القانون الأساسي لجمهورية ألمانيا الاتحادية (Grundgesetz) في نصها المحصن (المادة   79 قسم   3) أن أي تعديل سيكون «غير مقبول» إذا كان هذا التعديل ينص على أن الجمهورية الاتحادية لن تتكون من ولايات، أو أن الولايات لم يعد يحق لها المشاركة في إجراءات صنع القوانين الفيدرالية، أو يمس«المبادئ الأساسية» للمادتين 1 و20. «المبادئ الأساسية» هي كما يلي:
- واجب كل سلطات الدولة : «إن كرامة الإنسان مصونة. واحترامها وحمايتها واجب على جميع سلطات الدولة». (المادة 1)
- إقرار لحقوق الإنسان : «يعترف الشعب الألماني بحقوق الإنسان غير القابلة للخرق وغير القابلة للتصرف كأساس لكل مجتمع، وللسلام والعدالة في العالم». (المادة 1، الفقرة 2)
- القوانين قابلة التنفيذ مباشرة : «الحقوق الأساسية التالية تلزم السلطة التشريعية والتنفيذية والقضائية بأنها قانون قابل للتنفيذ بشكل مباشر». (المادة 1، الفقرة 3)
- الجمهورية (شكل الحكم): (المادة 20 الفقرة 1)
- الدولة الفيدرالية (Länder) : (المادة 20، الفقرة 1)
- الحالة الاجتماعية (دولة الرفاه): (المادة 20 الفقرة 1)
- سيادة الشعب : «الشعب مصدر كل سلطة الدولة». (المادة 20 الفقرة 2)
- الديموقراطية : «يمارس الشعب كل سلطة الدولة عن طريق الانتخابات والتصويت وأجهزة تشريعية وتنفيذية وقضائية محددة». (المادة 20 الفقرة 2)
- حكم القانون (Rechtsstaat) : «التشريع يخضع للنظام الدستوري. السلطة التنفيذية والقضائية ملزمتان بالقانون». (المادة 20 الفقرة 3)
- فصل السلطات : «أجهزة تشريعية وتنفيذية وقضائية محددة»، كل منهم «ملزم بالقانون». (المادة 20 الفقرات 2–3)

كان الغرض الأصلي من هذا النص المحصن هو ضمان أن يكون إنشاء أي ديكتاتورية في ألمانيا أمرا غير قانوني بشكل واضح. في الممارسة القانونية، تحدى المدعون في القضية في المحكمة الدستورية الاتحادية التعديلات الدستورية التي أثرت على المواد 1 و10 و19 و101 و103 المتعلقة بالقيود القانونية. على الرغم من أن هذه المبادئ الأساسية محمية من إلغائها، إلا أنه قد يتم تعديل صياغتها؛ مثل توضيح أو توسيع أو تنقيح نصا محصنا.

## هندوراس
يتجد في دستور هندوراس مادة تنص على أنه لا يمكن تغيير المادة نفسها وبعض المواد الأخرى في أي ظرف من الظروف. وتنص المادة 374 من دستور هندوراس على هذا التحصين، حيث تقول: «لا يمكن، على أي حال، تعديل المادة السابقة، أو المادة الحالية، أو المواد الدستورية التي تشير إلى شكل الحكم، أو إلى أراضي الوطن، أو إلى الفترة الرئاسية. أو إلى حظر الخدمة مرة أخرى كرئيس للجمهورية، أو إلى حظر المواطن الذي أداؤه تحت أي عنوان لا يمكنه أن يكون رئيساً للجمهورية في الفترة اللاحقة.»  لعبت هذه المادة المحصنة دوراً هاماً في الأزمة الدستورية في هندوراس لعام 2009 .

## إندونيسيا
المادة 37 من الفصل 16 من دستور إندونيسيا تختص بإدارة إجراءات التعديل الدستوري، إلا أنها تحدد أيضًا أن وضع الولاية الموحد لإندونيسيا غير قابل للتعديل.

## إيطاليا
تنص المادة 139 من دستور إيطاليا، الصادر عام 1947، على أن شكل الحكم الجمهوري لا يجوز أن يكون موضوع تعديل دستوري.

## المغرب
في دستور المغرب، توجد بنود محصنة تضمن عدم إمكانية تعديل بعض الأحكام، بما في ذلك دور الإسلام في التشريع، ودور ملك المغرب في القانون.

## نيوزيلندا
تنص المادة 268 من قانون الانتخابات (جزء من دستور نيوزيلندا) على أن القانون الذي يحكم المدة القصوى للبرلمان، إلى جانب بعض أحكام القانون الانتخابي المتعلقة بإعادة توزيع الحدود الانتخابية، وسن التصويت، والاقتراع السري لا يجوز تغييرها إلا بثلاثة أرباع كامل أعضاء مجلس النواب، أو بأغلبية الأصوات الصحيحة في استفتاء شعبي. المادة 268 نفسها ليست محمية بموجب هذا النص، لذا يمكن للحكومة إلغاء المادة 268 قانونياً والمضي قدمًا في تغيير أجزاء القانون المحصنة، عن طريق أغلبية بسيطة في البرلمان.

## جنوب أفريقيا
وهناك مثال آخر لفشل نص محصن كان في قانون جنوب أفريقيا، وهو الدستور الأولي لاتحاد جنوب أفريقيا. كانت النصوص المحصنة تحمي حقوق التصويت في مقاطعة الكاب، بما في ذلك حقوق بعض الملونين، لكنهم فقدوا أصواتهم بعد أن أعادت الحكومة هيكلة مجلس الشيوخ وحشدته بالمتعاطفين معها حتى يتمكنوا من تحقيق الأغلبية العظمى المطلوبة في ما يعرف باسم أزمة تصويت الملونين الدستورية.

## أسبانيا
يمكن تعديل معظم نص دستور إسبانيا بأغلبية ثلاثة أخماس من المجلسين في الكورتيس خينيراليس، أو الأغلبية المطلقة لمجلس الشيوخ وأغلبية ثلثي أعضاء الكونغرس إذا فشلت الطريقة الأولى.
ومع ذلك، التعديلات على العنوان الأولي (السيادة والمبادئ الدستورية)، أو القسم الأول من العنوان الأول (الحقوق الأساسية والحريات للأسبان)، أو العنوان الثاني (الملكية)، أو صياغة دستور جديد كامل ليحل محل الحالي، يتطلب أغلبية الثلثين من المجلسين، ثم انتخابات عامة جديدة فورية، ثم أغلبية الثلثين من المجلسين المنتخبين حديثا، وأخيرا استفتاء عام.
لا يمكن إدخال التعديلات الدستورية خلال زمن الحرب أو حالة الطوارئ.

## تركيا
تنص المادة 4 من الباب الأول من دستور تركيا على أن «أحكام المادة 1 من الدستور التي تحدد شكل الدولة كجمهورية، والأحكام الواردة في المادة 2 المتعلقة بخصائص الجمهورية، وأحكام المادة 3 لا يجوز تعديلهم، ولا يجوز التقدم بتعديلهم».